# Groningerbrug
De Groningerbrug is een brug in de Nederlandse stad Assen over Het Kanaal (een oud gedeelte van het Noord-Willemskanaal). De straat over de brug heet Groningerstraat. 
De brug is geopend op 15 mei 2017 en sindsdien mag het gemotoriseerd verkeer slechts in zuidelijke richting over de brug rijden. De brug is aangelegd ter vervanging van een dam en duiker.  
De Groningerbrug is onderdeel van het project Blauwe As (onderdeel van Florijnas) en heeft als doel het weer bevaarbaar maken van Het Kanaal tussen het Havenkanaal en de Vaart. Naast deze brug bestaat het project uit vijf bruggen (de fietsbruggen Venebrug en Oude-molenbrug en de autobruggen Weiersbrug, Groningerbrug en de Blauwe Klap) en twee sluizen.
De brug is nagenoeg gelijk aan de verderop gelegen Weiersbrug. Bij de Groningerbrug 'hangen' de hameistijlen voorover, richting het water, terwijl ze bij de Weiersbrug achterover 'hangen', richting de oever.